# بيت تيو
بيت تيو (بالملايوية: Pete Teo)‏ هو مغني ماليزي، ولد في 26 ديسمبر 1972 في تاواو في ماليزيا.

## وصلات خارجية
- الموقع الرسمي
- بيت تيو على موقع IMDb (الإنجليزية)
- بيت تيو على موقع ميوزك برينز (الإنجليزية)
- بيت تيو على موقع أول ميوزيك (الإنجليزية)
- بيت تيو على موقع ديسكوغز (الإنجليزية)
- بيت تيو على موقع قاعدة بيانات الفيلم (الإنجليزية)